# Der Dritte Weltkrieg
Der Dritte Weltkrieg ist der Titel einer Dokufiktion des ZDF von 1998 unter der Leitung von Guido Knopp. Das fiktive Szenario beginnt mit einer Entmachtung Michail Gorbatschows durch die Sowjetarmee nach seinem Besuch bei Erich Honecker im Oktober 1989. Es entwickelt sich über die gewaltsame Niederschlagung von Aufständen in Osteuropa, eine erneute Blockade West-Berlins und eine konventionelle Auseinandersetzung zwischen NATO und Warschauer Pakt auf deutschem Gebiet in einen weltweiten Atomkrieg hinein. Die deutsch-amerikanische Koproduktion basiert auf damaligen Krisenplänen von NATO und Warschauer Pakt. Zu Beginn und Ende der Dokumentation wird darauf hingewiesen, dass es sich um eine Fiktion handelt.

## Handlung
Als es Ende 1989, im Zuge der Gorbatschowschen Reformen, in der DDR und anderen Staaten des Warschauer Pakts zu Bürgerprotesten kommt, putscht sich in Moskau das Militär an die Macht und lässt Gorbatschow verschwinden. Der neue Mann, General Soschkin, ist ein Hardliner, der im gesamten Ostblock Ausschreitungen unnachgiebig niederknüppeln lässt. Die Schuld an den Unruhen sieht er im Westen, der nachdrücklich fordert, den Demokratiebewegungen ihren Lauf zu lassen. 
Als westdeutsche Demonstranten die Mauer besetzen, eskaliert die Situation. Ostdeutsche Grenzer schießen wahllos in die Menge sowie über die Mauer in den Westen und töten 23 Menschen, darunter bei laufender Kamera einen westlichen Kameramann. Die DDR unterbindet daraufhin den innerdeutschen Reise- und Telefonverkehr und hebt alle Visa für Journalisten auf; es kommt zu einer neuen Berlin-Blockade. Als ein sowjetischer General bei Geheimverhandlungen in West-Berlin einem Bombenanschlag deutscher Neonazis zum Opfer fällt, fordert Soschkin eine „befriedigende Lösung“ der Berlin-Frage. Misstrauen, Verkettung unglücklicher Umstände, verbaler Schlagabtausch und strategische Überlegungen führen zum Aufschaukeln der Situation. Wenig später wird West-Berlin als angebliches Einfallstor destabilisierender Kräfte vollständig von sowjetischen Truppen abgeriegelt – Soschkin beginnt die umfassende „Operation Donnerschlag“.
Der massiven Truppenpräsenz will die NATO ihrerseits verstärkte Einheiten entgegenstellen. Großbritannien macht mobil und verlegt Truppen und Material nach Deutschland. Als ein amerikanischer Schiffskonvoi Richtung Europa startet, verhängt Soschkin eine Sperrzone im Nordatlantik. In einer von der Sowjetunion begonnenen Seeschlacht großen Ausmaßes durchbricht die NATO die Blockade und bringt ihren Truppennachschub nach Europa. Ein letzter Verhandlungsversuch scheitert.
In der Bundesrepublik wird der Verteidigungszustand beschlossen. Der Warschauer Pakt führt ein Landungsunternehmen an der schleswig-holsteinischen Ostseeküste und einen massiven Angriff im Raum Fulda durch, der zunächst infolge konventioneller Überlegenheit schnell vorankommt, begleitet von umfangreichen Luftschlägen. Die NATO zerstört jedoch in der Operation „Blutige Nase“ eine wichtige Kommandozentrale und erringt damit die Lufthoheit. Aufstände in Polen behindern den Nachschub des Warschauer Pakts, zudem fallen etliche seiner Panzerkräfte infolge technischer Mängel aus. NATO-Truppen dringen daraufhin bis West-Berlin vor und befreien die Stadt. In der Sowjetunion kommt es zu zahlreichen Aufständen. Während die Mehrheit der NATO-Länder den Vormarsch in Berlin beenden will, drängt die Bundesregierung auf einen Vorstoß bis zur polnischen Grenze, um die restliche DDR zu befreien.
Soschkin ist nicht zur Aufgabe bereit und zündet als Drohgebärde eine Atombombe über der Nordsee, was entsprechende amerikanische Vorbereitungs- und Alarmpläne in Gang setzt. Nach Meldungen des KGB über einen möglichen amerikanischen Erstschlag und Fehlalarmen der eigenen Luftabwehrsysteme befiehlt Soschkin schließlich den Abschuss von Interkontinentalraketen und löst damit einen umfassenden amerikanischen Gegenschlag aus. Am Ende heißt es, dass der dadurch ausgelöste Atomkrieg das Gesicht der Erde für immer zerstört habe.
Die Details der Eskalation und des Krieges sind zwar spekulativ, doch die Daten, die in diesem Planspiel berücksichtigt werden, beruhen auf Tatsachen. So gaben genaue Einblicke in die strategischen und taktischen Schubladenpläne für den „heißen Krieg“ zwischen NATO und Warschauer Pakt die Möglichkeit, aus diesen einen hypothetischen Krieg zu konstruieren.

## Darstellungsmethoden
Der ganze Film ist im Stil einer Geschichts-Dokumentation Guido Knopps gestaltet mit vermeintlichen Zeitzeugenberichten sowie vermeintlichen Originalaufnahmen.
Teilweise werden historische Aufnahmen in anderem Kontext verwendet und mit gestellten Interviews und Bildern vermischt, um so eine realistische Entwicklung der Ereignisse hin zum Krieg und darüber hinaus bis zum Einsatz von Kernwaffen aufzuzeigen. Z. B. werden Aussagen von George Bush und Helmut Kohl so verwendet, als ob die westlichen Staats- und Regierungschefs 1989 einen erfolgreichen Putsch gegen Gorbatschow verurteilten, während die Aufnahmen in Wirklichkeit aus dem Jahr 1991 stammen. Dem Zuschauer wird auf diese Weise plausibel gemacht, dass die Abläufe real hätten sein können. Um den Eindruck zu vertiefen, spielen unter anderem auch bekannte ZDF-Journalisten mit. Sie sind wieder in ihren damaligen Funktionen zu sehen und werden als Korrespondenten in dieser filmischen Simulation zu Krisenreportern. Ebenso sind Archivbilder von Politikern der Wendezeit zu sehen. Die einzige fiktive Figur unter den Hauptakteuren ist Vladimir Soschkin, der als Gorbatschows „Nachfolger“ die mögliche Alternative eines Hardliners im Kreml zu jener Zeit verkörpert. Die Aufnahmen, die die vermeintlichen Gefechtshandlungen zeigen, stammen überwiegend aus Filmproduktionen zu Großmanövern der NATO und des Warschauer Paktes. Einige Ausschnitte – insbesondere solche, die Seegefechte zeigen – stammen aus echten Gefechtshandlungen, so z. B. aus dem Falklandkrieg 1982. 
Die amerikanische Version des Films ist für das dortige Publikum angepasst. So wurden die Szenen mit den ZDF-Journalisten gegen bekannte US-Nachrichtensprecher ausgetauscht, um auch hier die Illusion der Authentizität zu gewährleisten. Auch die Handlung des Films unterscheidet sich in Details.
Sowohl in der deutschen als auch in der englischen Fassung des Films wird in westlichen Nachrichten neben Schüssen von Ost-Berliner Grenztruppen über die Mauer nach Westen auch der Name des dort getöteten Kameramanns Matthias Haedecke genannt. Dieser wird auch im Abspann als Kameramann aufgeführt.